# Torbay
Torbay – dystrykt, związek miast Torquay, Paignton i Brixham w Anglii, w hrabstwie ceremonialnym Devon na zasadzie konurbacji z własną osobowością prawną unitary authority od 1998 roku. W 2011 roku dystrykt liczył 130 959 mieszkańców.
Torbay jest popularnym ośrodkiem turystycznym położonym nad zatoką Tor, 45 km od Plymouth. Słynie z łagodnego klimatu, plaż i sportów wodnych. W portach Torquay i Brixham mieszczą się duże przystanie jachtowe.
Torbay zamieszkuje według danych z 2003 roku 131 256 mieszkańców. Powierzchnia aglomeracji wynosi 62,88 km².

## Miasta partnerskie
- Hameln, Niemcy
- Hellevoetsluis, Holandia